# سيرج زويكير
سيرج زويكير (بالهولندية: Serge Zwikker) مواليد 28 أبريل 1973 في فلاردينجن، هو لاعب كرة سلة هولندي. بدأ مسيرته الاحترافية في سنة 1997. تم اختياره من قبل فريق هيوستن روكتس خلال الدرافت. يبلغ طوله 7 قدم 3 بوصة (2.2 م). اعتزل اللعب في 2000.

## المسيرة الاحترافية
لعب مع ساسكي باسكونيا في الدوري الإسباني في موسم 1998–1999، ثم لعب مع غوريتسيا في سنة 1999، ثم لعب مع نادي بريوغان لكرة السلة في الدوري الإسباني في موسم 1999–2000، ثم لعب مع نادي دن هيلدر لكرة السلة في سنة 2000.

## روابط خارجية
- سيرج زويكير على موقع سبورتس رفرنس (الإنجليزية)
- سيرج زويكير على موقع الدوري الإسباني لكرة السلة (الإسبانية)
- سيرج زويكير على موقع كرة السلة الأوروبية.كوم (الإنجليزية)
- سيرج زويكير على موقع كلية كرة السلة في سبورتس رفرنس.كوم (الإنجليزية)
- سيرج زويكير على موقع ريلجم (الإنجليزية)
- سيرج زويكير على موقع بروبوليرز (الإنجليزية)
- سيرج زويكير على موقع سبورتس رفرنس (الإنجليزية)